# 영주 (작위)
영주(領主, 영어: lord)는 중세 유럽에서 영지와 거기에 사는 사람들에게 영주권을 행사하던 사람을 이른다. 영주가 된 자는 게르만족·슬라브족의 귀족, 고대 로마 귀족, 수도원, 교회 등이고 최대의 영주는 황제 그리고 로마 교황이다. 봉건적인 토지 소유자가 근대적 토지 소유자와 다른 것은, 토지에 대한 소유권이 단순한 소유에 한정되지 않고, 그 공간에 대한 지배권까지도 의미하는 것이다. 즉, 영주는 그 장원에 관한 한 상급 지배권이 미치지 않는 권리를 가지며 과세되지 않는 불수불입(Immunity), 경찰, 재판권을 갖는다. 수도원도 영주였는데 적극적으로 개간하였고, 기부로 영토를 넓혔다. 수도원은 로마 교황에 직속되기 때문에, 각국 국왕은 자국 내에 스스로 손을 댈 수 없는 광대한 경작지를 가지게 되어, 유럽 중세의 전개에 중대한 영향을 주었다.
봉건 영주는 경제적 기초가 자급자족적이고 교통도 발달하지 못했기 때문에 많든 적든 독립 경향을 갖게 되지만, 큰 것은 형식상으로는 국왕의 가신이면서 스스로 많은 가신을 두고 사실상의 독립 국가를 이루었다. 이러한 봉건영주를 제후라고 한다. 제후는 오래된 많은 부족적인 통합체 위에 군림하는 수장적인 성격이 강하다. 왕권이 발달하지 못했을 경우에는, 일부 제후는 왕의 영토보다도 넓은 지역을 지배하고 있는 경우도 드물지 않다. 많은 제후가 강력한 힘을 가지게 되면 나라는 봉건적 분열상태로 빠지게 된다.